# Filozofia educației
Filozofia educației este studiul filozofic asupra naturii, procesului, scopurilor și idealurilor educației. Filozofarea pe marginea educației are drept motivație existența unei relații între progresul umanității și cunoașterea dobândită prin procesul educativ.